# Саламов, Николай Михайлович
Никола́й Миха́йлович Сала́мов  (12 декабря 1922, Ардон, Горская АССР — 9 декабря 2003, Владикавказ, Северная Осетия) — советский, осетинский и российский актёр театра и кино, театральный режиссёр, драматург, педагог. Народный артист СССР (1984). Участник Великой Отечественной войны.

## Биография
Родился 12 декабря 1922 в Ардоне (ныне — в Северной Осетии, Россия).
Окончил театральное училище при Северо-Осетинском драматическом театре в Орджоникидзе (ныне Владикавказ) (педагоги — Е. Маркова, З. Бритаева). С мая по август 1941 года — актёр этого театра.
Участник войны. С августа 1942 года — командир экипажа танка Т-34. Воевал в составе 3-й танковой бригады сначала Донского, а затем Сталинградского фронта. 24 апреля 1944 года получил тяжелейшее ранение.
С 1945 — актёр Северо-Осетинского академического театра им. В. Тхапсаева. На сцене театра сыграл более 200 ролей.
Выступал и как режиссёр: значительная часть репертуара создана им.
Им написано более 30 пьес из жизни республики, 9 из них поставлены на сцене республиканского театра («Сармат и его сыновья» и др.). Две пьесы и поныне входят в репертуар.
Преподавал на факультете актёрского мастерства в Северо-Осетинском университете им. К. Л. Хетагурова (профессор).
Был активной фигурой в общественной жизни Северной Осетии. Постоянно участвовал в работе ветеранской организации, часто встречался с молодёжью.
Член КПСС с 1950 года.
Николай Саламов скончался 9 декабря 2003 года во Владикавказе. Похоронен на Аллее Славы Красногвардейского парка.

### Семья
- Отец — Саламов Михаил Александрович
- Мать — Саламова Надежда Борисовна
- Супруга — актриса Орзета Алихановна Бекузарова (1934—2007), народная артистка РФ (1993).
- Две дочери.

## Творчество

### Роли в театре
- «Легенда о любви» В. Гаглоева — Бибо
- «Я, бабушка, Илико и Илларион» по Н. Думбадзе — Илларион
- «Наёмный вождь» Г. Хугаева — Император
- «На дне» М. Горького — Лука
- «Ревизор» Н. Гоголя — Осип
- «Двенадцатая ночь» У. Шекспира — Сэр Эндрю Эгьюйчик
- «Тартюф» Мольера — Тартюф
- «Король Лир» У. Шекспира — Эдгар
- «Любовь Яровая» К. Тренёва — Чир

### Фильмография
- 1968 — Костры на башнях — Казбек
- 1969 — Жизнь, ставшая легендой — Вали
- 1970 — Чермен — эпизод
- 1975 — Всё сначала!.. (киноальманах) (новелла № 2 «Сюрприз») — Роман
- 1977 — Во всём виновата Залина — Дзандар
- 1977 — Встреча проездом (короткометражный) — Дахци
- 1979 — Горская новелла — Садо
- 1979 — Сбереги башню — мастер
- 1980 — Чегери — Кичи
- 1981 — Буйный Терек — Дзакко
- 1981 — Пишите письма
- 1985 — И оглянулся путник — судья
- 1994 — Легенда горы Тбау — святой старец

## Награды и звания
- Заслуженный артист Северо-Осетинской АССР (1955)[1]
- Народный артист Северо-Осетинской АССР (1960)
- Заслуженный артист РСФСР (1967)
- Народный артист РСФСР (1974)
- Народный артист СССР (1984)
- Два ордена Трудового Красного Знамени
- Орден Отечественной войны I степени (1986)
- Орден Отечественной войны II степени (1944)
- Медаль «За доблестный труд. В ознаменование 100-летия со дня рождения Владимира Ильича Ленина»
- Медаль «За победу над Германией в Великой Отечественной войне 1941—1945 гг.»
- Медаль «За доблестный труд в Великой Отечественной войне 1941—1945 гг.»
- Медаль «Двадцать лет победы в Великой Отечественной войне 1941—1945 гг.»
- Медаль «Тридцать лет Победы в Великой Отечественной войне 1941—1945 гг.»
- Медаль «40 лет Победы в Великой Отечественной войне 1941-1945 гг.»
- Медаль «50 лет Победы в Великой Отечественной войне 1941—1945 гг.»
- Медаль «Ветеран труда»
- Медаль Жукова
- Медаль «Во славу Осетии»